# Stelsel van baten en lasten
Het stelsel van baten en lasten is een stelsel om de begroting mee op te stellen. Bij het stelsel van baten en lasten worden kosten voor producten die langer meegaan, als verschillende uitgaven over de verschillende begrotingen uitgesmeerd.
Het stelsel van baten en lasten wordt vooral toegepast in het bedrijfsleven en bij de lagere bestuurslagen van de overheid, zoals gemeentes en zelfstandig bestuursorganen (ZBO’s) toegepast.

## Voorbeeld
Stel dat Rijkswaterstaat een nieuw wagenpark koopt, en het contract in het najaar van 2007 afsluit. De productie wordt in 2008 gestart, waarna in de zomer van dat jaar de nieuwe wagens gebruikt gaan worden. Deze wagens gaan vijf jaar mee en de totale kosten zijn 1.000.000 euro.
Met het stelsel van baten en lasten wordt de 1.000.000 euro door vijf jaar gedeeld (200.000 p/j) en wordt dit bedrag jaarlijks op de begrotingen van 2008, 2009, 2010, 2011 en 2012 geplaatst.
Om het bedrag in termijnen te kunnen betalen, wordt meestal een lening afgesloten. Hierbij geldt de gulden financieringsregel: er mag alleen geld geleend worden voor vaste activa en niet voor kosten zoals salarissen.